# Parque natural de la Zona Volcánica de la Garrocha
El Parque Natural de la Zona Volcánica de la Garrocha (en catalán, y de forma oficial, Parc Natural de la Zona Volcànica de la Garrotxa) es un espacio natural protegido español situado en los Pirineos orientales, dentro de la comarca de La Garrocha, en la provincia de Gerona, Cataluña. Es el mejor ejemplo de paisaje volcánico de la península ibérica. Los episodios volcánicos comenzaron hace unos 350 000 años y acabaron hace unos 8300. La zona registra 40 conos volcánicos, 10 cráteres, 23 conos muy conservados y más de 20 coladas de lavas basálticas. La orografía, el suelo y el clima proporcionan una variada vegetación, a menudo exuberante, con encinares, robledales y hayedos de excepcional valor paisajístico. Tiene un clima muy húmedo, que podría clasificarse como clima atlántico. El tipo de árbol que más abunda es el encinar montañoso. Tiene una superficie de 15 309 ha, que incluye 11 municipios, 28 reservas naturales, y pretende hacer compatible la conservación con el desarrollo económico, en régimen de protección a raíz de los impactos de las extracciones mineras, el crecimiento urbanístico y los vertederos incontrolados de residuos.

## Creación
En 1982 la zona comprendida entre los valles de los ríos Fluviá y Ter y la cabecera de los valles de Aiguavella y Sant Iscle fue declarada Paraje Natural de Interés Nacional, con áreas de Reservas Integrales de Interés Geobotánico destinadas a proteger los conos volcánicos más importantes y la Fageda d'en Jordà (Hayedo de Jordá). En 1985 la ley de espacios naturales recalificó la zona como parque natural y las Reservas Integrales pasaron a ser Reservas Naturales Parciales.

### Municipios incluidos
- Castellfollit de la Roca
- Mieras
- Montagut y Oix
- Olot
- Las Planas
- Las Presas
- Sant Aniol de Finestres
- San Feliu de Pallarols
- San Juan les Fonts
- Santa Pau
- Vall de Vianya

## Geografía

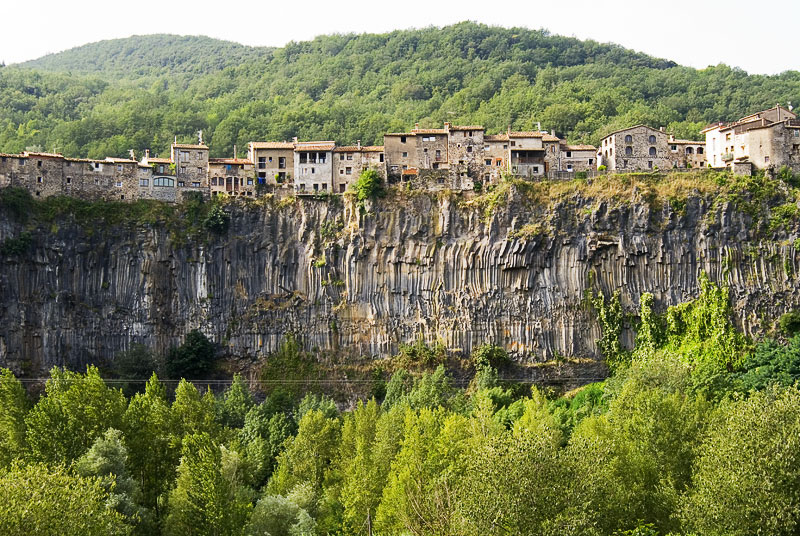
Castellfullit de la Roca se asienta sobre columnas basálticas.

El parque tiene una extensión de 15 309 ha (153,09 km²). De estas, 1180,42 ha corresponden a las 28 reservas naturales parciales. Se han contabilizado casi 40 conos volcánicos, de tipo estromboliano y en buen estado de conservación, así como más de 20 coladas de lava basáltica. Los conos oscilan entre 10 y 60 m de altura y entre 300 y 500 m de diámetro. El terreno de la zona es de montaña media, abarcando desde los 200 m de altura de Castellfullit de la Roca hasta los 1100 m del Puigsallança, punto culminante de la sierra de Finestres.
El área principal es la llanura o plana de Olot y sus vertientes. El campo de lava ocupa una gran parte de la llanura, unos 25 km². El magma fluyó siguiendo el valle del río Fluviá y llegó hasta San Jaime de Llierca.
Otro sector importante lo constituye el valle tectónico del Río Ter, al pie de la escarpa de falla de las sierras del Corb y de Finestres, donde se encuentran los volcanes más importantes (Santa Margarita y el Croscat). La lava siguió en este caso el valle por la vertiente del río hasta el Molino de Gibert, pasado el municipio de El Sallent de Santa Pau.

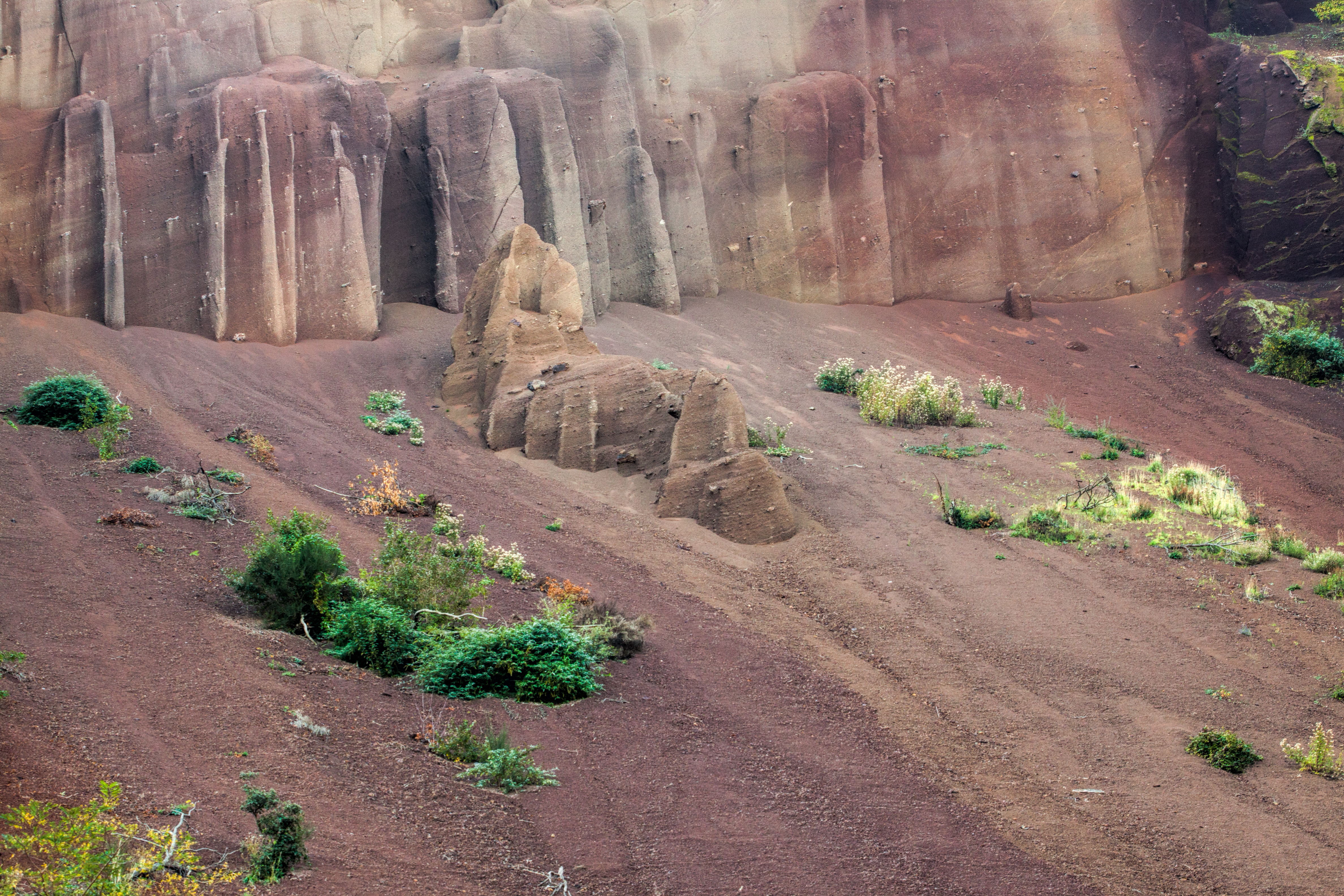
Estratos del volcán Croscat.

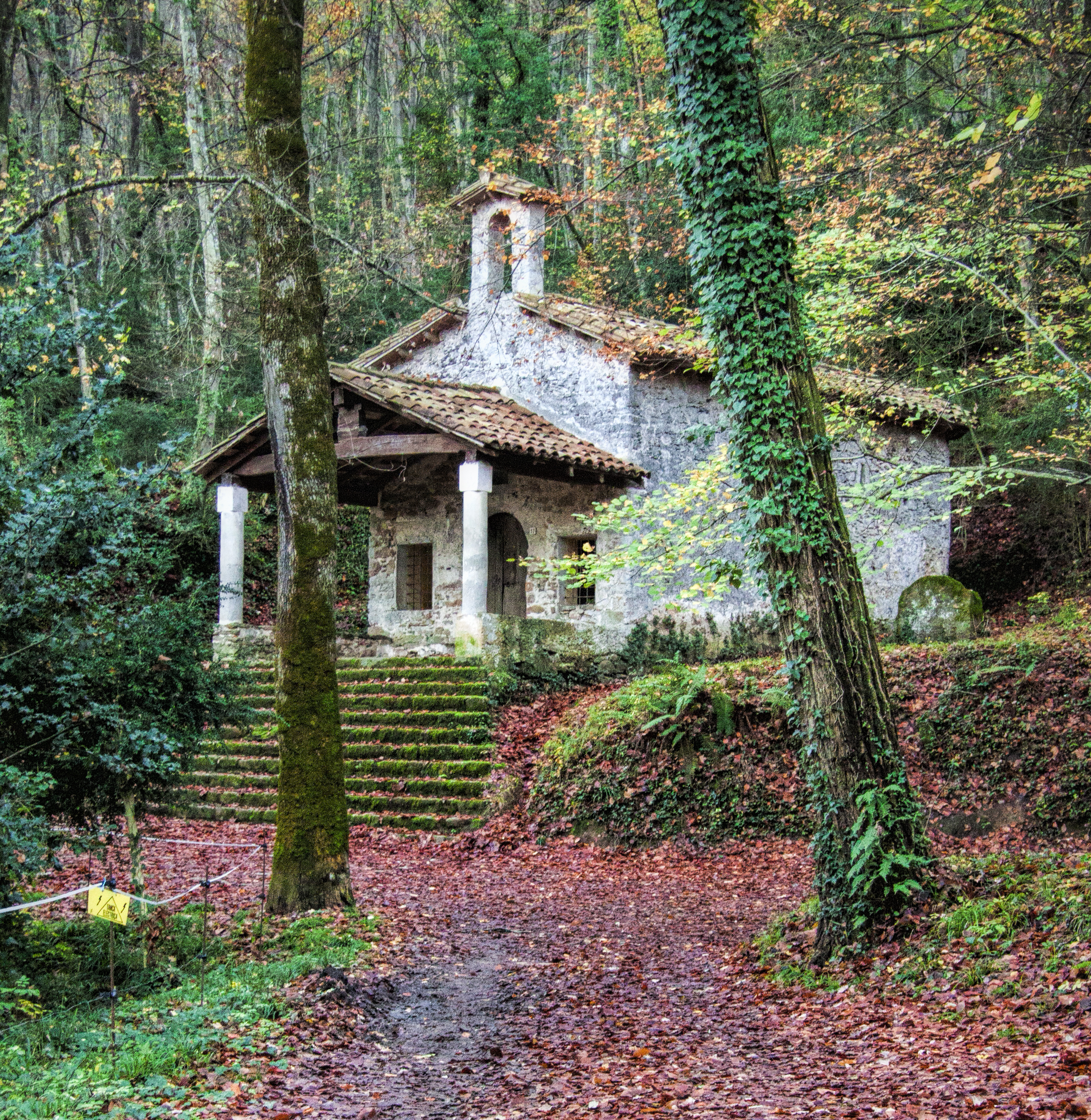
Ermita de Sant Martí del Corb.

Puede afirmarse también la existencia de un tercer grupo constituido por una serie de volcanes situados en la riera del Llémena y la riera de Adri (riera es un término catalán para designar la cuenca o valle de un pequeño río).
El Croscat es el volcán más grande de la península ibérica, con una altura sobre el nivel del mar de 786 m, 160 m de altura, 600 m de longitud y 350 m de anchura máximas. Es además el más joven, ya que su última erupción data de 11 000 años atrás, en el Paleolítico Superior.

## Vulcanismo
En el vulcanismo de la Garrocha pueden distinguirse varias etapas, con antigüedades comprendidas entre hace 350 000 (Pleistoceno medio) y  8300 años (Holoceno). Se trata, pues, de un vulcanismo inactivo.
El vulcanismo se debe a que en esa zona la litosfera mide unos 15 km de grosor en lugar de los 120 de promedio continental. Este hecho también es el motivo por el que en casi todas las erupciones se produjeron en un volcán completamente nuevo, que se extinguiría en finalizar.
Los conos volcánicos estrombolianos presentan una gran variedad morfológica. Los hay con cráter central (Montsacopa), con cráteres laterales (Garrinada, Santa Margarida), constituidos por piroclastos uniformes y de pequeño tamaño (Croscat) o piroclastos heterométricos (Montolivet, Montsacopa).
Existen asimismo mesas de lava (elevaciones volcánicas producidas por una colada que rebaja profundamente el terreno circundante), como en Castellfullit de la Roca o en San Juan les Fonts, donde puede verse la característica constitución en estratos horizontales de basalto (columnatas basálticas).

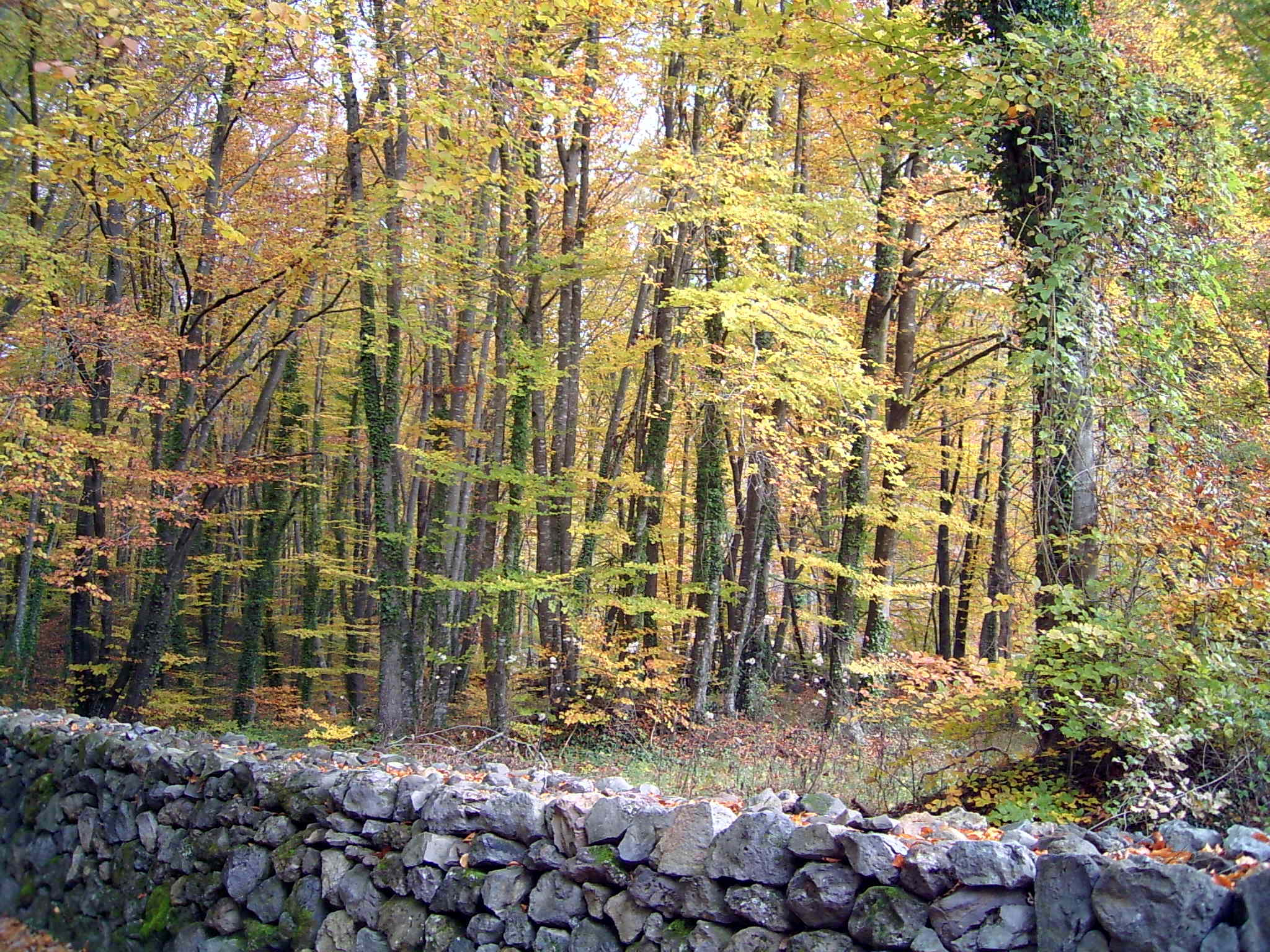
El Hayedo de Jordá.

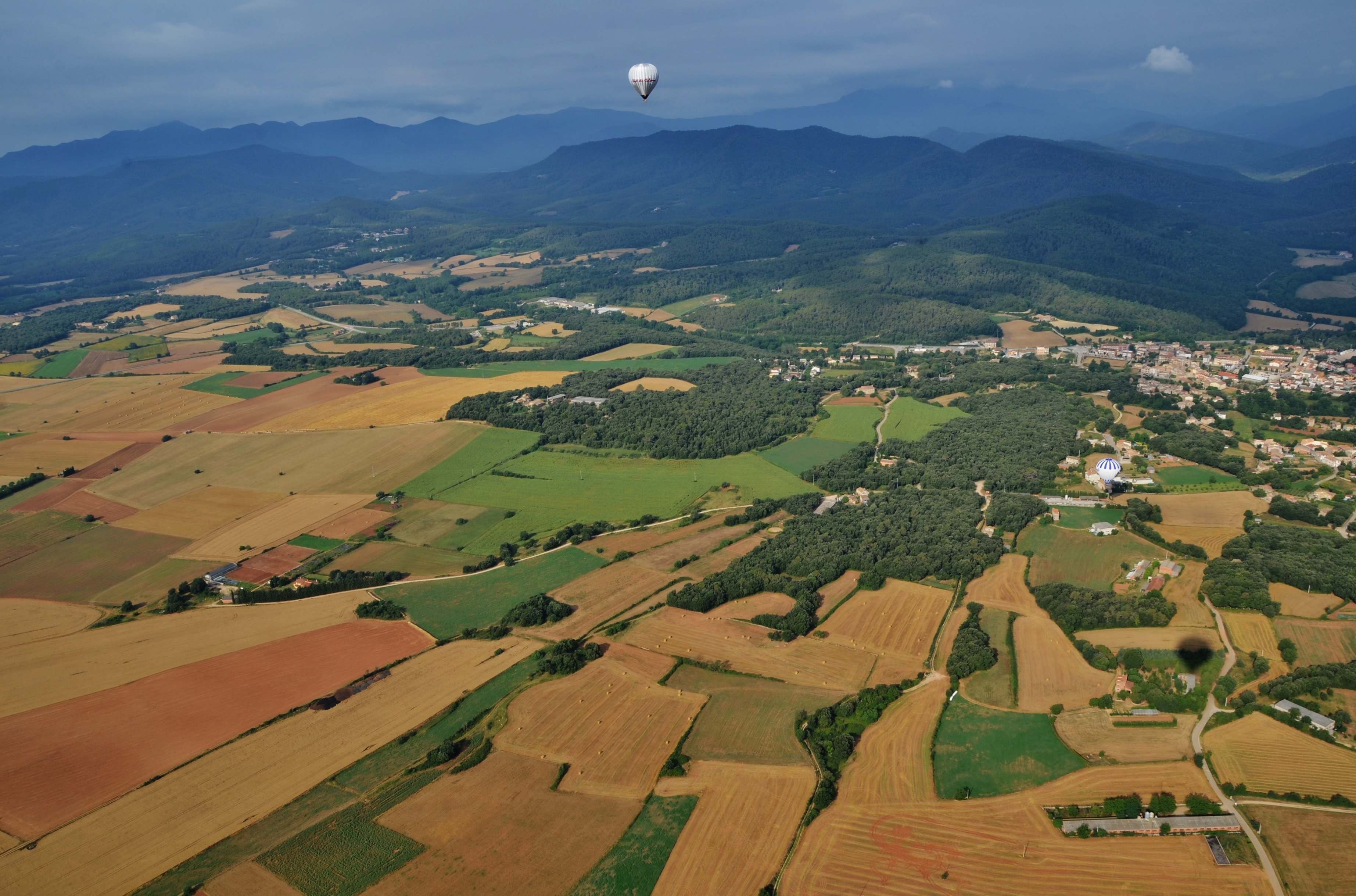
Vista área desde uno de los globos aerostáticos que ofrecen paseos por las alturas sobre el parque.

Son abundantes, en el sector del Ter, las acumulaciones de lapilli. Cerca de Olot hay numerosas formaciones de lava porosa, especialmente en la zona del volcán Racó (una de las Reservas Naturales) y el bosque de Tosca, cerca del municipio de Las Presas.
Investigaciones recientes han permitido mejorar el conocimiento sobre la evolución temporal del vulcanismo en esta zona. Se ha determinado que la actividad volcánica se ha producido con episodios eruptivos más frecuentes de lo que se pensaba. Un análisis geocronológico basado en 15 nuevas dataciones mediante el método Ar-Ar, junto con un estudio detallado del terreno, ha permitido precisar la secuencia eruptiva y actualizar la estratigrafía, previamente basada en análisis morfométricos y observaciones de campo. Estos hallazgos sugieren que el vulcanismo en la zona ha sido más persistente en el tiempo, lo que tiene implicaciones relevantes para la evaluación del riesgo volcánico en el área protegida.

## Flora y fauna
La orografía, el suelo y el clima propician una vegetación muy diversa, a caballo entre el paisaje mediterráneo y el centroeuropeo. El parque alberga unas 1100 especies de plantas superiores. El 65% de su territorio está ocupado por bosques de encinas, alcornoques, robles y hayas, así como algunos bosques de alisos y mixtos. Destaca la Fageda d'en Jordà o Hayedo de Jordá, un gran bosque de hayas que resulta excepcional por crecer en una llanura a solo 550 m de altitud. Esto es posible por la elevada humedad de la zona y la gran capacidad de drenaje de la roca volcánica. El Hayedo de Jordà comprende los municipios de Santa Pau, Olot y Las Presas.
La fauna del parque también es muy variada, destacando sus numerosos invertebrados. Hay 307 especies de vertebrados (53 mamíferos, 210 aves, 14 anfibios, 18 reptiles y 12 peces).[cita requerida]

## Presencia humana

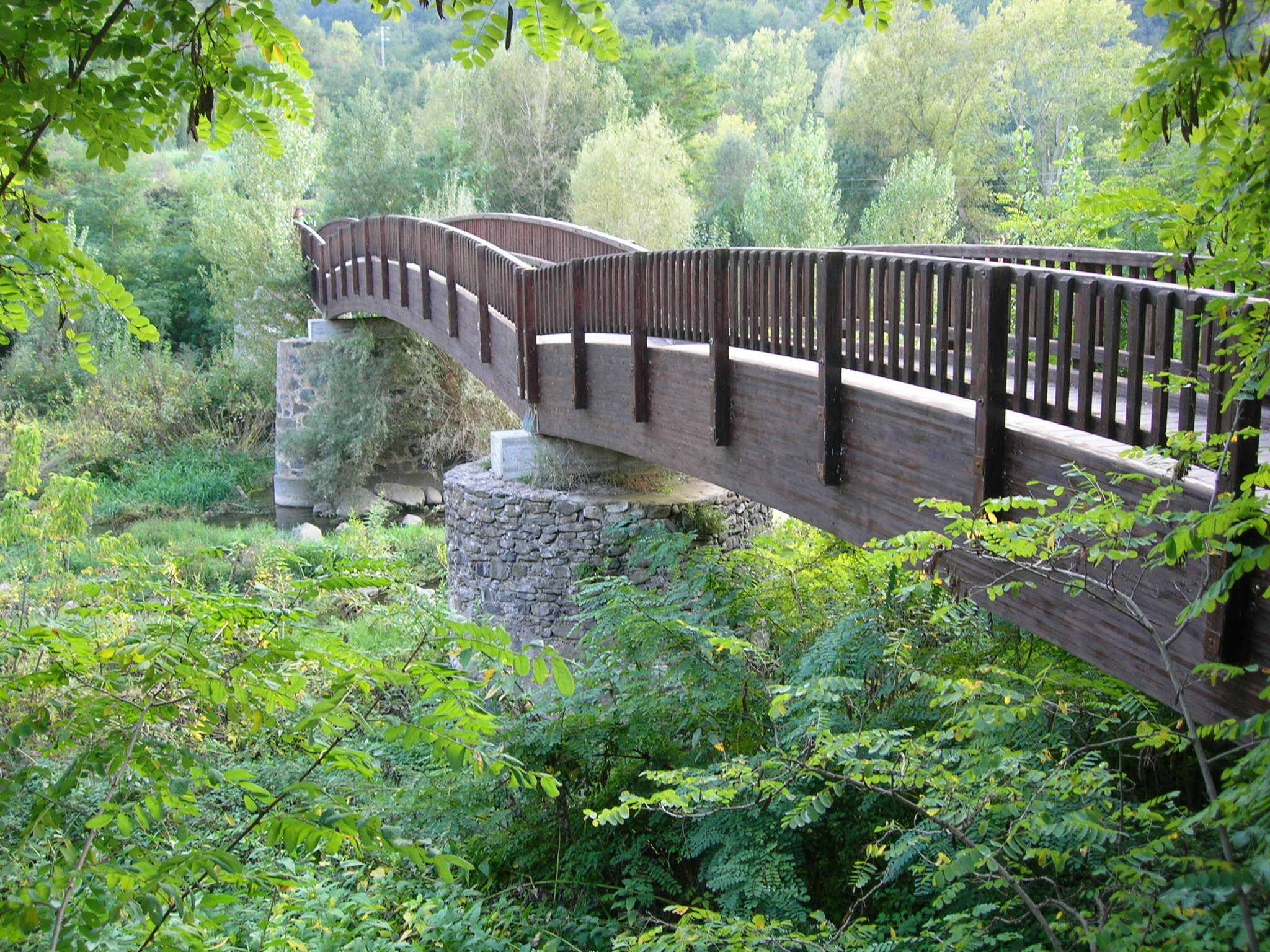
Pasarela sobre el río Fluviá a su paso por Castellfollit de la Roca.

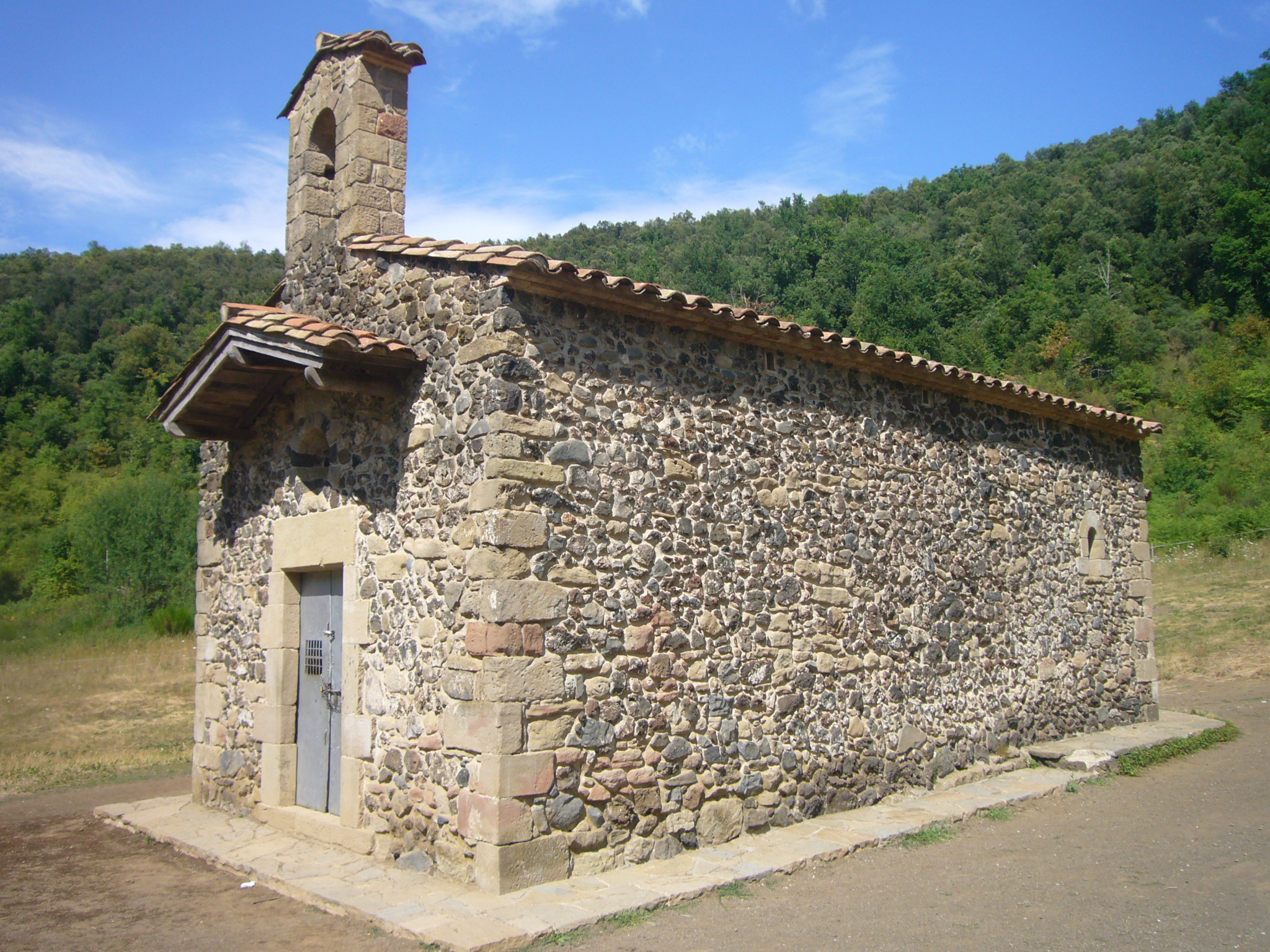
Ermita de Santa Margarita, situada en el cráter del volcán homónimo.

En la Zona Volcánica de la Garrocha siempre ha existido una población humana numerosa y constante, lo que no se corresponde con la imagen típica de un parque natural. El hombre ha transformado el paisaje de la zona al mismo tiempo que se ha adaptado a él. Un ejemplo son las garrotxes, cultivos en forma de terraza (muy útiles en una zona de relieves abruptos) que dieron nombre a toda la comarca. El 98% de la superficie del parque es propiedad privada. Hay 11 municipios en su interior, incluyendo Olot, capital de la comarca.
Las extracciones mineras de lapilli para la elaboración de cemento, el crecimiento urbanístico y los vertederos incontrolados de residuos han tenido impacto en la ecología del Parque. La administración del mismo intenta compatibilizar la preservación del medio natural con el desarrollo económico.

## Lugares de interés
- Hayedo de Jordá
- Volcán Croscat
- Volcán de Santa Margarita
- Meseta de Batet y Volcán Pujalòs
- Bosque de Tosca
- Colada basáltica de Castellfollit de la Roca
- Río Fluviá
- Humedales del Manantial y la Moixina
- Volcán Montsacopa
- Volcán Bisaroques
- Volcán de la Garrinada
- Volcán de Montolivet

## Puntos de información
- Casal dels Volcans - Av. Santa Coloma, s/n - 17800 Olot - Tel.:972 266 202 - 972 266 012
- Can Serra (Fageda d'en Jordà) - Ctra. Olot- Santa Pau, kilómetro 4 - 17811 Santa Pau - Tel.: 972 195 074
- Can Passavent - Volcà del Croscat - 17800 Olot - Tel.: 972 195 094

## Centro de documentación

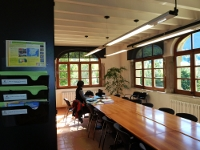
Biblioteca.

El Centro de documentación del parque natural de la Zona Volcánica de la Garrocha es una biblioteca especializada del parque que proporciona acceso a conocimiento e información sobre el espacio donde se ubica y otras materias relacionadas con su gestión (espacios protegidos, gestión del territorio, hidrología, geología, suelos, fauna, flora y vegetación, bosques, agricultura y ganadería, educación ambiental, paisaje, patrimonio cultural e inmaterial, turismo sostenible, impacto ambiental, etc). Tiene una parte de su fondo virtual y otra física ubicada en Can Jordà Santa Pau, y ofrece servicios personalizados para 3 tipos de usuarios: técnicos, investigadores o profesores, instituciones y empresas ambientalmente responsables y público en general.
Sus funciones principales son la gestión y tratamiento del fondo documental del parque y de la Red de Custodia del Territorio, la atención de consultas, la difusión y la participación en actividades relacionadas con la gestión de la información ambiental. Sus puntos fuertes son las consultas personalizadas, los sistemas de calidad, la virtualidad y la participación en redes, como la Red de Centros de Documentación de los Parques Naturales de Cataluña, la Red de Bibliotecas Especializadas de la Generalidad de Cataluña o la red española RECIDA de centros de información y documentación ambiental.